# Paramaka pearljam
Paramaka pearljam is een haft uit de familie Leptophlebiidae. De wetenschappelijke naam van de soort is voor het eerst geldig gepubliceerd in 2011 door Rodolfo Mariano. Hij noemde de soort naar Pearl Jam, zijn favoriete rockband, bij gelegenheid van de twintigste verjaardag van die band.
De soort komt voor in het Neotropisch gebied.